# Cavez
Cavez ist eine Gemeinde im Norden Portugals.
Cavez gehört zum Kreis Cabeceiras de Basto im Distrikt Braga, besitzt eine Fläche von 26,8 km² und hat 1133 Einwohner (Stand 19. April 2021). Der Ort wurde am 12. Juli 2001 zur Vila (dt.: Kleinstadt) erhoben, und vom bisherigen Namen Cavês umbenannt.